# Одесский областной совет
Одесский областной совет (укр. Одеська обласна рада) — представительный орган местного самоуправления Одесской области.
Действует в соответствии с Конституцией Украины, законом «О местном самоуправлении на Украине» (укр. Про місцеве самоврядування в Україні) и другими законами.
Областной совет состоит из депутатов, которые выбираются населением Одесской области сроком на пять лет.
Работа совета ведётся сессионно. Сессии состоят из пленарных заседаний и заседаний её постоянных комиссий.
Совет выбирает постоянные и временные комиссии.

## Главы Одесского областного совета
| Фото | Имя                                                           | Годы жизни | Начало срока     | Конец срока      | Примечания |
| ---- | ------------------------------------------------------------- | ---------- | ---------------- | ---------------- | ---------- |
|      | Руслан Борисович Боделан                                      | р. 1942    | 5 апреля 1990    | 24 апреля 1998   |            |
|      | Юрий Петрович Казаков Юрій Петрович Казаков                   | р. 1946    | 24 апреля 1998   | 21 сентября 2000 |            |
|      | Сергей Рафаилович Гриневецкий Сергій Рафаїлович Гриневецький  | р. 1957    | 21 сентября 2000 | 19 апреля 2002   |            |
|      | Владимир Николаевич Новацкий Володимир Миколайович Новацький  | р. 1957    | 19 апреля 2002   | 8 февраля 2005   |            |
|      | Сергей Рафаилович Гриневецкий Сергій Рафаїлович Гриневецький  | р. 1957    | 8 февраля 2005   | 22 июля 2005     |            |
|      | Фёдор Иванович Влад Федір Іванович Влад                       | р. 1963    | 22 июля 2005     | 23 мая 2006      |            |
|      | Николай Леонидович Скорик Микола Леонідович Скорик            | р. 1972    | 23 мая 2006      | 16 ноября 2010   |            |
|      | Николай Владимирович Пундик Микола Володимирович Пундик       | р. 1961    | 16 ноября 2010   | 14 ноября 2013   |            |
|      | Николай Андреевич Тиндюк Микола Андрійович Тіндюк             | р. 1949    | 14 ноября 2013   | 14 августа 2014  |            |
|      | Алексей Алексеевич Гончаренко Олексій Олексійович Гончаренко  | р. 1980    | 14 августа 2014  | 21 ноября 2014   |            |
|      | Михаил Владимирович Шмушкович Михайло Володимирович Шмушкович | р. 1979    | 23 декабря 2014  | 12 ноября 2015   |            |
|      | Анатолий Игоревич Урбанский Анатолій Ігорович Урбанський      | р. 1975    | 12 ноября 2015   | 21 августа 2019  |            |
|      | Сергей Владимирович Паращенко Сергій Володимирович Паращенко  | р. 1972    | 21 августа 2019  | 5 декабря 2020   |            |
|      | Григорий Витальевич Диденко Григорій Віталійович Діденко      | р. 1978    | 5 декабря 2020   | н. в.            |            |